# Municipio de Alton (Illinois)
El municipio de Alton (en inglés: Alton Township) es un municipio ubicado en el condado de Madison en el estado estadounidense de Illinois. En el año 2010 tenía una población de 27865 habitantes y una densidad poblacional de 642,85 personas por km².

## Geografía
El municipio de Alton se encuentra ubicado en las coordenadas 38°54′8″N 90°9′15″O / 38.90222, -90.15417. Según la Oficina del Censo de los Estados Unidos, el municipio tiene una superficie total de 43.35 km², de la cual 40.07 km² corresponden a tierra firme y (7.56%) 3.28 km² es agua.

## Demografía
Según el censo de 2010, había 27865 personas residiendo en el municipio de Alton. La densidad de población era de 642,85 hab./km². De los 27865 habitantes, el municipio de Alton estaba compuesto por el 68.48% blancos, el 26.63% eran afroamericanos, el 0.23% eran amerindios, el 0.5% eran asiáticos, el 0.02% eran isleños del Pacífico, el 0.48% eran de otras razas y el 3.66% pertenecían a dos o más razas. Del total de la población el 1.92% eran hispanos o latinos de cualquier raza.